# Beaurepaire, Oise

Beaurepaire este o comună în departamentul Oise, Franța. În 1 ianuarie 2022 avea o populație de 64 de locuitori.